# Fridley
Fridley är en stad i Anoka County i Minnesota i USA. Invånarna uppmättes 2010 till 27 208 i antalet.

### Fotnoter
1. ↑  ”Community Facts” (på engelska). American Factfinder. 13 mars 2010. Arkiverad från originalet den 10 december 2014. https://web.archive.org/web/20141210041242/http://factfinder2.census.gov/faces/nav/jsf/pages/community_facts.xhtml. Läst 1 februari 2014.